# Sektion Breslau des Deutschen Alpenvereins
Die Sektion Breslau des Deutschen Alpenvereins (D.A.V.) e. V. (kurz DAV Breslau) ist eine Sektion des Deutschen Alpenvereins ehemals in Breslau (im heutigen Polen), später in Ludwigsburg und heute in Stuttgart. Der DAV Breslau ist somit eine der älteren und mit 580 Mitgliedern (Stand: 31. Dezember 2024) eine der kleinen Sektionen des Deutschen Alpenvereins.

## Gründung
Am 13. November 1877 wurde die Sektion Breslau des DuOeAV gegründet. Die konstituierende Sitzung fand am 30. November 1877 statt. Am 29. Januar 1882 wurde der Bau einer Schutzhütte am Fuß der Wildspitze in den Ötztaler Alpen beschlossen, die Eröffnung fand am 20. August 1882 statt. Am 18. April 1944 fand die letzte Generalversammlung an der Breslauer Universität statt. Nach dem Zweiten Weltkrieg wurde am 13. November 1950 beim Landgericht Ludwigsburg die Einsetzung eines Notvorstandes beantragt. Eine Woche später wurde Willi Girke hierzu ernannt. Am 23. August 1955 fand die erste Mitgliederversammlung nach dem Zweiten Weltkrieg auf der Breslauer Hütte statt. 1990 fand eine Sitzverlegung nach Stuttgart statt.

## Sektionsvorsitzende
Eine chronologische Übersicht über alle Präsidenten der Sektion seit Gründung.
| Amtszeit  | Präsident          | Anmerkung            |
| --------- | ------------------ | -------------------- |
| 1877–1880 | Neumann            | Professor            |
| 1880–1881 | Eck                | Professor            |
| 1881–1888 | Seuffert           | Professor            |
| 1888–1895 | Partsch            | Professor            |
| 1895–1921 | Dyhrenfurth        | Professor            |
| 1922–1925 |                    |                      |
| 1926–1927 | Ernst von Hepke    | Major a D            |
| 1928–1930 | Oskar Erich Meyer  | Professor            |
| 1931–1938 | Ernst von Hepke    | Major a D            |
| 1939–1945 | Winkler            | Professor            |
| 1946–1949 | –                  | ohne Vereinsvorstand |
| 1950–1955 | Willi Girke        | Notvorstand          |
| 1955–1962 | Winkler            | Professor            |
| 1963–1982 | Frommer            | Studiendirektor      |
| 1983–1988 | Bartels            |                      |
| 1988–1998 | Göhlich            |                      |
| 1998–2002 | Walter Bickelhaupt |                      |
| amtierend | Christa Geisbauer  |                      |

## Mitglieder
| Jahr | Mitglieder |
| ---- | ---------- |
| 1878 | 0042       |
| 1882 | 0160       |
| 1927 | 1273       |
| 1955 | 0036       |
| 1959 | 0183       |
| 1970 | 0350       |
| 2012 | 1000       |
| 2013 | 0867       |
| 2015 | 0735       |
| 2017 | 0752       |
| 2018 | 0720       |
| 2020 | 0642       |
| 2021 | 0633       |

## Sektionshütte

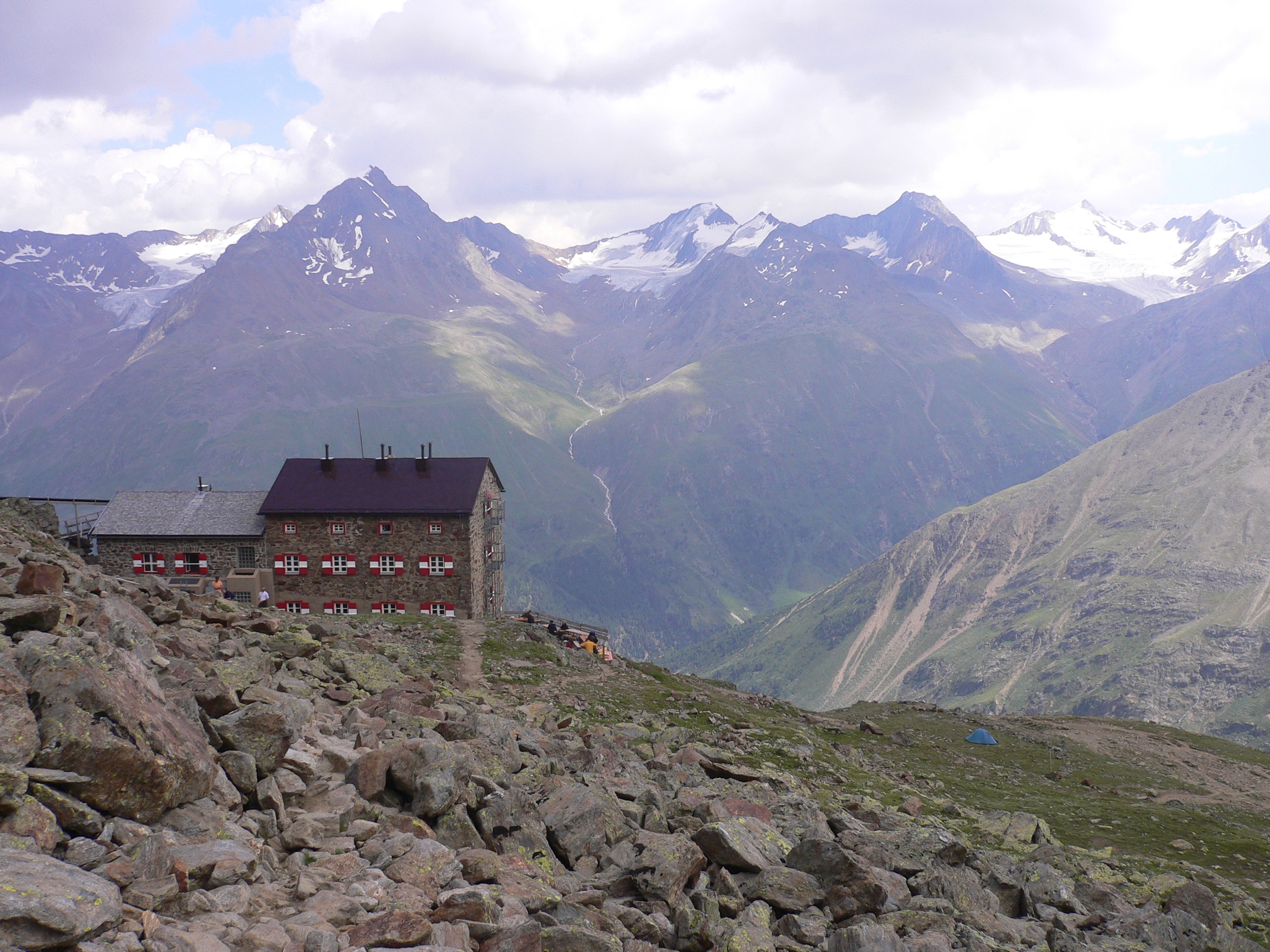
Die Breslauer Hütte von Nordwesten, dahinter der Ramolkogel.

- Breslauer Hütte, 2844 m ü. A. (Ötztaler Alpen)

## Kletterzentrum
Die Sektion ist an Klettergärten Cannstatter Pfeiler, Cityrock, Climbmax Kletterwelt, Kletterzentrum Stuttgart, DAV Kletter- und Boulderzentrum Stuttgart der „Sektion Stuttgart und Schwaben“ beteiligt.